# Viladecavalls de Calders
Viladecavalls de Calders és un antic poble rural del terme de municipal de Calders, pertanyent a la comarca del Moianès.
Està situat a ponent del terme municipal de Calders, de manera que ocupa tot el sector oest del terme, amb una extensió aproximada d'un terç del total del terme municipal. Tot i que sempre havia format part de la baronia de Calders o, abans que existís, dels dominis del Castell de Calders, Viladecavalls de Calders havia estat un poble amb molta autonomia respecte de Calders; tenia parròquia pròpia (Sant Pere de Viladecavalls), que encara conserva la categoria de parroquial actualment, i entre 1812 i 1857 tingué ajuntament propi ell sol, o en alguna època juntament amb Monistrol de Calders.
Pascual Madoz parla de Viladecaballs en el seu Diccionario geográfico... del 1845. S'hi refereix dient que es tracta d'un lloc pla amb bona ventilació i clima temperat i sa. Unes 35 cases formaven en aquell moment el poble; el terme, de secà, de bona qualitat, amb algunes pedreres. El territori està a bastament poblat de boscos de pins i d'àlbers a la vora del Calders, les aigües del qual servien per a moure dues filatures de cotó i dos molins fariners. Produïa cereals, oli, vi abundós i bo i figues. És característica la cria de bestiar equí, que dona nom al terme. Hi ha caça abundant de perdius, conills i llebres, i pesca de truites i llampreses. El poble exportava fusta i el seu excedent de fruits. 16 veïns de cadastre (caps de casa) i 156 ànimes (habitants) en formaven la població. En aquell moment Viladecavalls de Calders tenia ajuntament diferenciat de Calders.

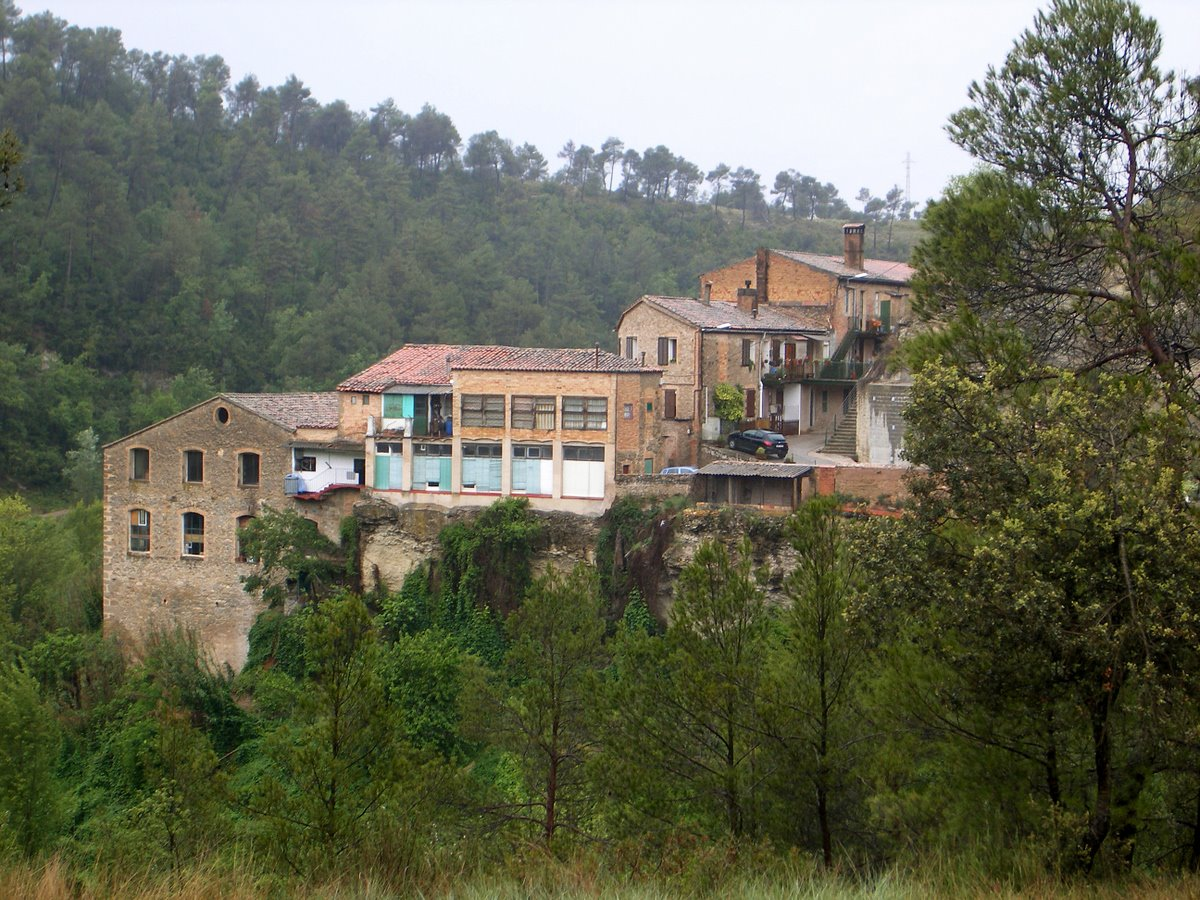
La Colònia Jorba

El poble i la parròquia estaven formats per les masies de l'Angle, el Canadell, l'Estrada, el Galobard, el Llucià, el Manganell, la Mira, les Oliveres, l'Oller, Puigmartí, les Quingles, el Soler, les Tàpies i el Vintró, a les quals s'uní, més modernament, la Colònia Jorba.

## Comunicacions
Es tracta d'un poble rural, però amb una antiga colònia tèxtil en el seu si. Aquesta colònia està comunicada amb la carretera N-141c, ran del punt quilomètric número 10, per una carretera local asfaltada. Des d'ella surt una petita xarxa de pistes rurals, la major part en bon estat, que enllaça totes les masies habitades i bona part de les abandonades i en ruïnes, a més d'unir Viladecavalls de Calders amb Navarcles, Talamanca, Monistrol de Calders i Calders.